# 費爾蒙特 (伊利諾伊州)
費爾蒙特（英語：Fairmont）是位於美國伊利諾伊州威爾縣的一個人口普查指定地區。

## 地理
費爾蒙特的座標為41°33′46″N 88°03′44″W / 41.56278°N 88.06222°W，而該地最高點為海拔高度194米（即636英尺）。

## 人口
根據2010年美國人口普查的數據，費爾蒙特的面積為4.40平方千米，當中陸地面積為4.40平方千米，而水域面積為0.00平方千米。當地共有人口2459人，而人口密度為每平方千米558.86人。